# Estevan Reimondo
Estevan Reimondo fue un trovador portugués del siglo XIII, autor de lírica gallego-portuguesa.

## Biografía
Se le identifica con el Estevan Reimondo de Portocarreiro que figura en el Livro de Linhagens. Es hijo de Raimundo Viegas y Maria Ourigues de Nobrega y primo de los también trovadores Pero Gonçalvez de Portocarreiro y Johan Perez d' Aboin. Contrajo matrimonio en Santarém con Elvira Fernandes y frecuentó la corte de Alfonso III y Don Dinís entre 1264 y 1304.
Una de sus composiciones conservadas tiene influencias de la balada provenzal, por tanto, es posible que estuviese en la corte castellana tras la estancia de Cerverí de Girona en 1269, en la que difundió este tipo de composición provenzal.

## Obra
Se conservan dos cantigas de amigo, ambas recopiladas en el Cancionero de la Biblioteca Vaticana y en el Cancionero de la Biblioteca Nacional de Lisboa.